# 밀레니엄 탐험, 리얼 코리아
《밀레니엄 탐험, 리얼 코리아》는 대한민국의 SBS에서 제작했던 시사교양 프로그램이다.